# Sigurður Kári Kristjánsson
Sigurður Kári Kristjánsson (* 9. Mai 1973 in Reykjavík) ist ein isländischer Jurist und Politiker der Unabhängigkeitspartei.

## Leben
Sigurður Kári erlangte 1998 an der Universität Island einen Hochschulabschluss in Rechtswissenschaft. 1999 erhielt er die Anwaltszulassung. Zwischen 1999 und 2001 war er Vorsitzender der nationalen Jugendorganisation der Unabhängigkeitspartei (Samband ungra sjálfstæðismanna). Seit der isländischen Parlamentswahl vom 10. Mai 2003 war er Abgeordneter des isländischen Parlaments Althing für den Wahlkreis Reykjavík Nord. Bei der Wahl vom 25. April 2009 verlor er seinen Sitz. Von 2003 bis 2005 gehörte er der isländischen Delegation im Nordischen Rat an und von 2005 bis 2009 war er Vorsitzender der isländischen Delegation in der Konferenz der Parlamentarier der Arktisregion. Für die Perioden vom 20. April 2010 bis 30. September 2010 (138. Thing) und 1. Oktober 2010 bis 14. September 2011 (139. Thing) amtierte er als Abgeordneten-Stellvertreter (varaþingmaður) für Illugi Gunnarsson.
Seit 2002 war Sigurður Kári Kristjánsson im Vorstand von Heimssýn, einer überparteilichen Organisation der Europaskeptiker, seit 2004 deren Vizevorsitzender. Seit 2011 ist er Partner einer Rechtsanwaltskanzlei in Reykjavík. 2017 wurde er in den Verwaltungsrat der Isländischen Zentralbank gewählt.